# Административное деление Нидерландских Антильских островов
Законодательно зафиксированное деление Нидерландских Антильских островов (НАО) отсутствует. Однако, на каждом крупном острове, входящим в их состав, существует собственная законодательная и исполнительная власть. Поэтому острова считаются фактическими административными единицами — островными территориями (Eilandgebieden).
Нидерландские Антильские острова делятся на следующие островные территории:
- остров Кюрасао;
- остров Бонайре;
- остров Саба;
- остров Синт-Эстатиус;
- Синт-Маартен (южная часть острова Святого Мартина).

До 1986 года административной единицей НАО являлся остров Аруба, однако затем он стал отдельной зависимой территорией Нидерландов.
После 10 октября 2010 года Кюрасао и Синт-Мартен стали самоуправляемыми государствами со значительной автономией (status aparte) в составе Королевства Нидерландов, а Бонайре, Саба, и Синт-Эстатиус получили статус специальных муниципалитетов Нидерландов (статус близкий к заморским департаментам Франции).